# پردیس ریمونیم
پردیس ریمونیم(عبری:פרדס רימונים) (به معنای «باغ انار»، که گاهی به نام پردیس نیز شناخته می‌شود) متن اصلی کابالا است که در سال ۱۵۴۸ توسط عارف یهودی موسی بن یعقوب کوردوورو در صفد، گالیله سروده شده‌است. سده شانزدهم صفد شاهد نظام‌بندی نظری دیدگاه‌های تئوسوفی کابالیستی بود. پردیس ریمونیم اولین توضیح جامع کابالای قرون وسطی بود، اگرچه طرح متأثر عقلایی آن با طرح اساطیری سده شانزدهم بعدی اسحاق لوریا جایگزین شد.
کوردوورو در مقدمه‌اش اشاره می‌کند که این کار بر اساس یادداشت‌هایی است که او در طول مطالعه‌اش دربارهٔ زوهر، کتاب بنیادین کابالا، برداشته است. او اشاره می‌کند که پردس ریمونیم را «برای اینکه در اعماق [زوهر] گم و گیج نشود» سروده‌است.
این اثر، خلاصه‌ای دایره‌المعارفی از کابالا است، که شامل تلاشی برای «روشن کردن تمام اصول کابالا، مانند آموزه‌های سفیروت، ظهور، نام‌های الهی، اهمیت آنها و اهمیت الفبا و غیره» است. پردیس ریمونیم یکی از پرخواننده‌ترین و تأثیرگذارترین آثار کابالیستی بود. این یک مبنای نگرش کابالیستی بود تا اینکه در نهایت تحت الشعاع آثار آیزاک لوریا قرار گرفت.
پردیس ریمونیم از ۳۲ دروازه یا بخش تشکیل شده‌است که به فصل‌هایی تقسیم می‌شوند. اولین بار در سال ۱۵۹۱ در کراکوف منتشر شد. مختصری از آن تحت عنوان اسیس ریمونیم توسط ساموئل گالیکو منتشر شد. و تفسیرهای بعدی بر برخی از بخش‌های آن توسط مناهم آزاریا دافانو، مردخای پرشیبرام و آیزایا هوروویتز نوشته شده‌است. اثر اصلی تا حدی توسط بارتولوچی، توسط جوزف سیانتس (در De Sanctissima Trinitate Contra Judæos، رم، ۱۶۶۴)، توسط آتاناسیوس کیرشه (رم، ۱۶۵۲–۱۶۵۴)، و توسط نار وون روزنراث (در Kabbala Denudata) به لاتین ترجمه شد.